# District de Boukar-Jyraou
Pour les articles homonymes, voir Boukar et Jyraou.
Le district de Boukar-Jyraou (en kazakh : Бұқар жырау ауданы) est un district de l'oblys de Karaganda au Kazakhstan.

## Géographie
Le centre administratif du district est la ville de Botakara.

## Démographie
En  2013, le district a une population de 63 236 habitants.